# Juan Felipe Ibarra (departement)
Juan Felipe Ibarra je departement ležící na východě provincie Santiago del Estero na severozápadě Argentiny a je jedním z 27 departementů provincie.
Na severu hraničí s departementy Figueroa a Moreno, na východě s provinciemi Chaco a Santa Fe, na jihu s departementem General Taboada a na západě s departementem Sarmiento.
Hlavní město departementu Juan Felipe Ibarra je Suncho Corral.

## Města a obce
- El Colorado
- El Cuadrado
- Matará
- Pozo del Toba
- Suncho Corral
- Vilelas